# Mjerenje TV gledanosti
Mjerenje TV gledanosti je istraživački postupak putem kojeg se kontinuirano mjeri TV gledanost.

## Tehnike mjerenja TV gledanosti
Mjerenje TV gledanosti se vrši u suradnji s reprezentativnim uzorkom obitelji, koje u ovom istraživanju najčešće sudjeluju dobrovoljno.

### Vođenje dnevnika
Prije razvoja elektronike i računala, TV gledanost se mjerila tako da su članovi obitelji koje su sudjelovali u tom istraživanju vodili pisane dnevnike, u kojima su bilježili TV emisije koje su gledali tijekom dana. Dnevnici su se vodili najčešće na bazi tjedan dana. Svakog tjedna ti su dnevnici bili prikupljeni od agencije koja je istraživanje provodila, te su zapisi bili ručno uneseni u računalnu bazu podataka. Podatci koje bi se prikupilo bi se zatim računalno obradilo te se izradilo različita izvješća.
Preciznost i pouzdanost, kao ni pravovremenost tako dobivenih podataka nije bila velika.

### Elektroničko mjerenje televizijske gledanosti
Razvojem elektronike i računala stvoreni su preduvjeti za razvoj uređaja koji će zamijeniti ulogu ručno vođenog dnevnika. Prvi takvi uređaji se pojavljuju još sedamdesetih godina 20. stoljeća. 
Uređaj za mjerenje televizijske gledanosti automatski bilježi koji je televizijski program obitelj gledala. Izmjerena gledanost automatski se prenosi u agenciju koja vrši mjerenje, gdje se obrađuju na sličan način kod prethodno vođenih dnevnika. Obrađeni podatci se zatim dostavljaju klijentima, koji su najčešće televizijske postaje ili marketinške agencije, koje same putem posebnog softvera analiziraju izmjerenu televizijsku gledanost.

## Tko mjeri TV gledanost
Dvije najznačajnije tvrtke koje se na svjetskoj razini bave mjerenjem TV gledanosti su:
- AGB Nielsen Media Research  Arhivirana inačica izvorne stranice od 21. listopada 2008. (Wayback Machine)
- TNS - Audience Measurement & Research Services  Arhivirana inačica izvorne stranice od 16. rujna 2008. (Wayback Machine)